# 比良竜虎
比良竜虎（ひら　りゅうこ、1948年 [昭和23年] 5月30日）は、日本の実業家、投資家、慈善活動家。インド国ジャイプル出身。1976年に日本に帰化。ホテルマネージメントインターナショナル株式会社（HMIホテルグループ）代表取締役社長。オーラコーポレーション株式会社代表取締役社長。公益社団法人在日インド商工協会会長。公益財団法人日印協会理事。公益財団法人中村元東方研究所理事。サイヒラインド財団理事長。サティヤ・サイ・セントラル・トラスト理事。1970年代から日本国内の投資と不動産事業に従事する。2023年時点では日本国内31都市において、鉄道・空港・港湾・公共交通などの不動産事業、ホスピタリティ事業、観光プロジェクトなどに投資・経営を行っている。
2023年現在は、日印観光交流促進のため、日本の国土交通省、観光庁、およびインドの観光省の有識者としても積極的に活動している。
国内外で尊敬されているシュリ・サティヤ・サイ・ババの社会奉仕活動に携わっている。

## 経歴
- 曽祖父、セット・ジャガット・ライ（Seth Jagat Rai）は当時英国領であったインド帝国シンド州の州都ハイデラバードシンドで事業を営んでいた。1902年に結ばれた日英同盟にあった外国企業を日本に誘致するという条項をきっかけに、横浜で日本製絹を海外に輸出する家業を始めた。彼らは日印協会や横浜インド商協会の設立にも尽力したが、第二次世界大戦の戦況悪化に伴い、いったん帰国した。

- 1947年のインド・パキスタン分離独立に際して、ヒンドゥー教徒であった一家はインド国ラージャスタン州ジャイプルに移動した。1948年5月にジャイプルで一家の末っ子（後の比良竜虎）が誕生し、カマレーシュと名付けられた。その後まもなくして、一家はボンベイ（現ムンバイ）に引っ越した。
- 1952年、日印平和条約が締結された後、横浜での事業は再開された。
- 1960年代のインドは中印国境紛争や印パ戦争などで戦時下にあったため、ムンバイのシニアケンブリッジを卒業したカマレーシュは1966年に来日し、日本で家業に加わった。
- 1970年に日本レンタカー（株）石川浩三と共同出資でホテルフランチャイズ方式のサンルートホテルシステムを設立したのをきっかけに、カマレーシュはホテル業に進出した。その後、鉄道・交通・港湾・空港・航空会社を含む観光インフラの開発にも携わるようになった。
- 当時のインド国内の諸事情により、カマレーシュは比良竜虎と改名して1976年に日本に帰化した。
- 1986年、オーラコーポレーション（株）設立。
- 1991年「ホテルパールシティ神戸」開業。
- 1993年「リザンシーパークホテル谷茶ベイ」開業。
- 1998年、ホテルマネージメントインターナショナル株式会社設立。[9][8][10]

## ホテルマネージメントインターナショナル株式会社
ホテルマネージメントインターナショナル（HMIホテルグループ）とそのグループ企業は、ホテルとリゾートの所有と経営、不動産開発、新しい街の開発、住宅複合施設などの事業を行っている。2023年現在、日本の24の都道府県に45のホテル・旅館を有し、グループ全体で年間約1370万人の宿泊客を迎え入れている。その中には、沖縄県最大のホテルであるリザンシーパークホテル谷茶ベイ（826室）、JR神戸駅に直結した大型複合施設神戸ハーバーランド、音楽やスポーツイベントで有名なつま恋リゾート 彩の郷、勝浦と安房鴨川にある三日月シーパークホテルなども含まれる。2020年11月11日付の日経マーケティングジャーナルによれば、HMIホテルグループは、日本で8番目に大きなホテルチェーンである。
2023年2月11日にはインドのウッタル・プラデーシュ州の州都、ラクナウで開催された「UPグローバル投資家サミット2023」において、HMIホテルグループは、ウッタル・プラデーシュ州政府とのホテル開発事業に関する覚書を締結した。2024年2月、HMIホテルグループが一般社団法人 日本経済団体連合会（経団連）に入会する。

## 社会奉仕活動
- 1990年、インドのプッタパルティにあるシュリ・サティヤ・サイ高度専門病院(Sri Sathya Sai Institute of Higher Medical Sciences)の建設に尽力した。この病院は1991年にインド国首相（当時）のナラシンハ・ラーオによって開所式が行われた。[9]
- 1990年代から毎週、都内のホームレスに無償で弁当を配布するボランティア活動を支援している。[8]
- 1995年の阪神・淡路大震災においては、水、非常食品、毛布などの支援物資を被災者に届けた。[14]
- 2000年に完成したインドのプッタパルティにあるチャイタニヤ・ジョーティ博物館の建設にあたっては、設計段階から尽力した。[8]
- 2009年11月、ダライ・ラマ14世日本訪問時に沖縄県平和記念公園での案内役を務めた。
- 2011年の東日本大震災においては、インド大使館の協力を得て、水、非常食品、毛布、日用品などの支援物資をいちはやく被災者に届けた。また、当時東北にいたインド人研究者とその家族らの避難と帰国を支援した。交代で被災地を訪れる医師団のために宿泊場所を提供した。[14]
- 2015年11月にはスズキ株式会社の会長・鈴木修率いるインド経済代表団の案内役を務め、インドにおけるスズキの自動車ブランド「マルチ」の語源となった世界最大のハヌマーン神像（マルチ神像）への参拝に同行した。
- 2017年10月、「日印友好交流年」のイベントとして行われた大歌舞伎『極付印度伝 マハーバーラタ戦記』を支援した。
- 2018年、日印間の相互理解・交流・観光・協力及び慈善活動を推進する事業を実施し、又は、これらの事業を強化・促進することにより、両国民及び国際社会の信頼・親善・福祉の発展に寄与することを目的とする「一般財団法人サイヒラインド財団」を設立。[4]
- 2019年10月、当時インドの大統領だったラーム・ナート・コーヴィンドと妻の令をつま恋に招き、日本とインドの文化交流を推進するためのプロジェクト「インド文化センター」の起工式を行った。[15]
- インドのプッタパルティにあるサイ・ヒラ・グローバル・コンベンション・センターの建設に尽力した。この建物は、2023年7月にインドのモディ首相（オンライン出席）とアーンドラ・プラデーシュ州知事のアブドゥル・ナジールを迎えて、開所式が執り行われた。[16]

## 出版
- インドに対する正しい認識を広めるため、2023年時点で合計61篇の記事を主要な日本の日刊紙に寄稿し、掲載された。[17]
- 1974年、日本最初の「サンスクリット語ヒンディー語―日本語辞典」を出版するため、13人の日本人学者を支援した。[9]
- その後、同じ13人の学者たちによる、インドの大叙事詩マハーバーラタ、ヴェーダ、ウパニシャッド、アーディ・シャンカラーチャーリヤの著作、仏教、シク教、ヒンドゥー教の神々などに関する9冊の書籍の翻訳・出版を支援した。[9]
- 1981年、日本放送協会に協力して、広島平和記念公園を訪れるインド人来訪者のためのヒンディー語音声解説のスポンサーを務めた。[10]
- 2007年の日印文化協定50周年を記念して、在日インド大使館とサティア・サイ教育協会合同で、上記の13人の学者たちを表彰した。[9]
- 2012年、日印国交樹立60周年を記念して、学研マンガシリーズ『インドのひみつ』の制作・出版を支援。この本は、内閣府による「外交に関する世論調査」で、日本の若年層の大半がインドについて知らないことが判明したため企画された。書店での販売は行わず、日本全国の小学校や公共図書館、合計23,500か所に寄贈され、2012年から2017年までの5年間で、700万人以上の小学生に読まれた[18]。
- 2023年までに110冊以上のインド思想・インド哲学・人格形成教育に関する書籍の翻訳・出版を支援した。[19]

## 受賞・評価
- 2010年1月、長年にわたる日印経済交流、インド文化の促進、友好交流活動が評価され、インド国大統領（当時）プラティバ・パティルより、在外インド人に与えられる最高位の勲章であるプラヴァシー・バーラーティヤ・サマンを授与された。[20]
- 2018年、日本における最大の単独インド人投資家として『ジャパンタイムズ』に紹介された。[21]
- 2022年6月、陸運及び観光関係沖縄総合事務局長賞を受賞した。[22]
- 2022年3月、「インド・日本の友好促進に貢献した日本のシニアビジネスリーダー」として、インド大統領（当時）ラーム・ナート・コーヴィンドより、民間功労者に与えられる最高位勲章パドマ・シュリー勲章を授与された。[6]
- 2024年4月、国土交通省が、観光関係の事業に長年に渡って貢献し、顕著な功績をあげた経営者や従業員を表彰する「観光関係功労者 国土交通大臣賞」を受賞。全受賞者を代表して斎藤鉄夫国土交通大臣より賞状を受賞。[23]

## 名前の由来
1976年に日本に帰化する際、当時の戸籍には漢字の名前しか登録できなかったので、日本の名前を付ける必要が生じた。滋賀県にあるお寺の住職に相談したところ、比良山地にちなんで「比良竜虎」という名前を授けられた。住職から「竜は日本を象徴し、虎はインドを象徴している。あなたは将来、インドと日本の架け橋となる」との説明があった。